# Ткачик камерунський
Тка́чик камерунський (Ploceus bannermani) — вид горобцеподібних птахів ткачикових (Ploceidae). Мешкає в Нігерії і Камеруні. Вид названий на честь британського орнітолога Девіда Баннермана.

## Опис
Довжина птаха становить 13-14 см. Верхня частина тіла оливково-зелена, голова і шия золотисто-жовті. Обличчя і горло чорні. Нижня частина тіла золотисто-жовта. Дзьоб і лапи чорні. Виду не притаманний статевий диморфізм.

## Поширення і екологія
Камерунські ткачики мешкають в горах Камерунського нагір'я на заході Камеруну, зокрема на горі Оку, а також на плато Обуду на сході Нігерії. Вони живуть у вологих гірських тропічних лісах та у високогірних чагарникових заростях. Зустрічаються на висоті від 1100 до 2900 м над рівнем моря.

## Збереження
МСОП класифікує цей вид як вразливий. За оцінками дослідників, популяція камерунських ткачиків становить від 600 до 15000 птахів. Їм загрожує знищення природного середовища.